# Usk Castle
Usk Castle (walisisch Castell Brynbuga) ist eine Burgruine in Monmouthshire in Wales. Die als Kulturdenkmal der Kategorie Grade I klassifizierte und als Scheduled Monument geschützte Ruine liegt nördlich des Zentrums der Stadt Usk. Obwohl die Besitzer der Burg durchweg zum anglonormannischen und englischen Hochadel gehörten und die Burg auch häufig bewohnten, spielte sie in der Geschichte von Wales keine bedeutende Rolle.

## Geschichte
Die Entstehungszeit einer ersten Befestigung an der Stelle der heutigen Burg ist ungeklärt. Vielleicht wurde bereits kurz nach der Eroberung von Gwent unter William FitzOsbern ab 1067 eine Motte mit Erd- und Holzbefestigungen an der strategisch wichtigen Furt durch den River Usk errichtet. Nach anderen Angaben entstand eine erste Befestigung erst um 1120 am nördlichen Ende der auf den Ruinen eines römischen Kastells errichteten Siedlung Usk. Erstmals schriftlich erwähnt wird die Burg, nachdem sie 1138 von den walisischen Fürsten Morgan und Iorwerth ab Owain von Caerleon erobert wurde. Sie wurde von Gilbert de Clare, dem anglonormannischen Lord von Striguil oder seinem Sohn Richard Strongbow zurückerobert. Richard Strongbow baute die Befestigungen aus und errichtete vor 1168 einen steinernen Turm, den späteren Keep. Dennoch wurde die Burg 1174 von Hywel ab Iorwerth von Caerleon erobert und erst 1184 von den Anglonormannen zurückerobert.
Durch seine Hochzeit mit Isabel de Clare, der Tochter und Erbin Richard Strongbows, fiel die Burg 1189 an William Marshal. Marshal hatte in Palästina und im Dienst König Heinrichs II. in Frankreich vielfältige Erfahrungen im zeitgenössischen Burgenbau gesammelt. Angeregt durch diese Vorbilder ließ er neben Pembroke und Chepstow Castle nach 1200 auch Usk Castle als Machtdemonstration gegen die Waliser und den benachbarten Marcher Lord Reginald de Braose weiter ausbauen und die Ringmauer um die Kernburg und den Garrison Tower errichten. Marshals Frau und seine Kinder wohnten häufig in der Burg. Nach William Marshals Tod erbten seine Söhne nacheinander die Burg. Während der Rebellion von Richard Marshal gegen König Heinrich III. wurde die Burg 1233 von königlichen Truppen unter Baldwin of Guînes belagert. Aus Mangel an Vorräten mussten die Verteidiger sich bald ergeben. Marshal konnte wenig später durch den Einsatz von Belagerungsmaschinen die Burg zurückerobern, doch seine Rebellion scheiterte 1234. Nachdem auch Williams jüngster Sohn Anselm Marshal 1245 ohne männliche Nachkommen gestorben war, erbte Richard de Clare, ein Sohn von William Marshals Tochter Isabella von Pembroke die Burg. Richards Sohn Gilbert verstärkte sie weiter und ließ 1289 den neuen Nord- oder Schatzturm und bis zum Ende des 13. Jahrhunderts die Vorburg anlegen. Nach dem Tod von Gilbert de Clare, 7. Earl of Hertford fiel die Burg zunächst an dessen Witwe Maud de Burgh und nach deren Tod 1320 an seine Schwester Elizabeth. Diese wurde 1322 von ihrem Schwager Hugh le Despenser gedrängt, Usk und Caerleon gegen die minderwertigere Herrschaft Gower einzutauschen. Nachdem le Despenser 1326 als Verräter hingerichtet worden war, erhielt Elizabeth die Burg zurück, die sie bis zu ihrem Tod 1360 weiter wohnlich ausbauen ließ. 1352 wurde in der Burg der Chronist Adam of Usk geboren.
Durch Heirat fiel Usk 1368 an den Earl of March. 1402 wurde die Stadt während der Rebellion von Owain Glyndŵr niedergebrannt, doch die Burg hielt gegen die aufständischen Waliser stand. Bei der Belagerung der Burg 1405 wurden die Aufständischen in der Schlacht von Pwll Melyn entscheidend geschlagen. Nach der Schlacht sollen allein 300 gefangene Waliser vor der Burg hingerichtet worden sein. Im 15. Jahrhundert diente die Burg mehrfach als Rückzugsort für Richard, Duke of York, der Steward der Burg war ab 1431 William ap Thomas, der Vater von Black Will Herbert. Im 15. Jahrhundert wurde der Keep noch als Wohnung der Stewards ausgebaut, doch seit dem frühen 16. Jahrhundert nutzten die Stewards die Vorburg als Wohnung, während die Kernburg verfiel. Das Castle House auf dem Gelände der Vorburg wurde um 1680 von Thomas Herbert, der als Steward des Duke of Beaufort die Burg verwaltete, als Wohnhaus ausgebaut.
Die Ruine der Burg wurde 1899 von der Familie Adams-Williams gekauft, die mit der Restaurierung der Burg begannen. Das Castle House dient heute als Wohnhaus, das Gelände der Vorburg wurde zur Gartenanlage umgestaltet. Die Ruine der Kernburg ist frei zugänglich.

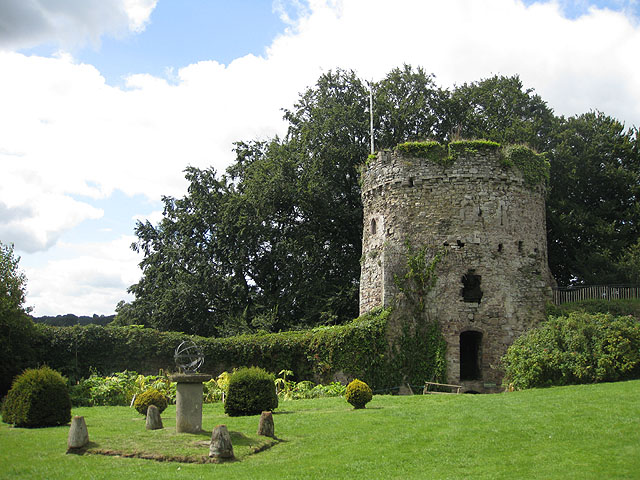
Der Garrison Tower

## Anlage
Die Burg liegt auf einem Hügel im Norden der Stadt Usk und östlich des Flusses Usk. Die Anfang des 13. Jahrhunderts errichtete Ringmauer umschließt die rechteckige, etwa 80 mal 54 m große Kernburg. Die Mauer aus Bruchsandstein hat eine durchschnittliche Stärke von 2 m, ist jedoch nur in unterschiedlicher Höhe erhalten. Ältester erhaltener Bau ist der um die Mitte des 12. Jahrhunderts erbaute Keep. Der rechteckige Turm wurde ursprünglich als Torturm errichtet. Gegen Ende des 13. Jahrhunderts wurde er zum Keep umgebaut, stattdessen wurde westlich des Turms ein einfaches Tor in die Mauer gebrochen. Von dem im 14. Jahrhundert zum Schutz des Tors errichteten halbrunden Flankierungsturm sind nur noch geringe Reste erhalten. An der nördlichen Ecke der Burg befindet sich der sogenannte Schatzturm. Der dreigeschossige, halbrunde Turm wurde um 1289 errichtet. An der Nordseite der Burg befinden sich die Überreste der Kapelle sowie der Wohnhalle, die Anfang des 14. Jahrhunderts errichtet wurden. Im 14. Jahrhundert wurde zwischen Kapelle und Halle ein aus der Mauerflucht herausragender rechteckiger Wohnturm errichtet. Der Garrison Tower in der Mitte der westlichen Mauer wurde um 1209 nach dem Vorbild zeitgenössischer französischer Türme errichtet. Der viergeschossige Rundturm ist noch in voller Höhe erhalten, während von dem Rundturm an der Südwestecke der Burg nur noch geringe Reste erhalten sind.
Die südlich der Kernburg gelegene Vorburg wurde in der zweiten Hälfte des 14. Jahrhunderts ummauert. An der Südostecke befindet sich der runde Taubenturm. Der Kern des 1680 im Nordosten der Vorburg errichteten Castle House ist der dreigeschossige Torturm aus dem 14. Jahrhundert.